# Liste der Industrie- und Handelskammern in Deutschland

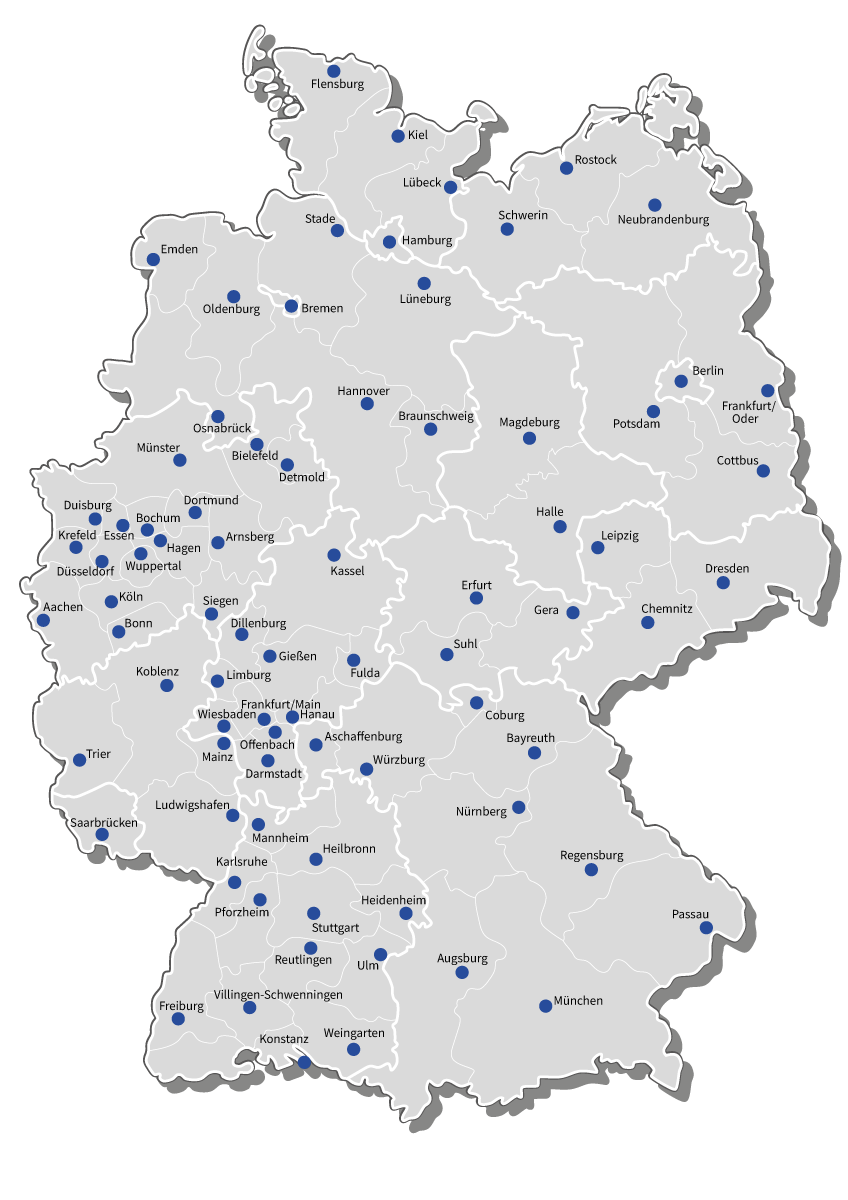
Landkarte, die die IHK-Bezirke in Deutschland zeigt. Fett die Bundesländer, fein die IHK-Bezirke-

Die Liste der Industrie- und Handelskammern in Deutschland enthält alle 79 deutschen Industrie- und Handelskammern, sortiert nach der Stadt des Hauptsitzes.

## Bestehende Industrie- und Handelskammern in Deutschland
| Name                                                                             | (Haupt-)Sitz            | Bezirk |
| -------------------------------------------------------------------------------- | ----------------------- | --- |
| Industrie- und Handelskammer Aachen                                              | Aachen                  | Städteregion Aachen, Kreise Düren, Euskirchen und Heinsberg |
| Industrie- und Handelskammer Arnsberg, Hellweg-Sauerland                         | Arnsberg                | Hochsauerlandkreis und Kreis Soest |
| Industrie- und Handelskammer Aschaffenburg                                       | Aschaffenburg           | kreisfreie Stadt Aschaffenburg, Landkreise Aschaffenburg und Miltenberg |
| Industrie- und Handelskammer Schwaben                                            | Augsburg                | Regierungsbezirk Schwaben |
| Industrie- und Handelskammer für Oberfranken Bayreuth                            | Bayreuth                | Regierungsbezirk Oberfranken (ohne die kreisfreie Stadt Coburg und den Landkreis Coburg) |
| Industrie- und Handelskammer zu Berlin                                           | Berlin                  | Berlin |
| Industrie- und Handelskammer Ostwestfalen zu Bielefeld                           | Bielefeld               | kreisfreie Stadt Bielefeld, Kreise Gütersloh, Herford, Höxter, Minden-Lübbecke und Paderborn |
| Industrie- und Handelskammer Mittleres Ruhrgebiet                                | Bochum                  | kreisfreie Städte Bochum und Herne, Städte Hattingen und Witten (Ennepe-Ruhr-Kreis) |
| Industrie- und Handelskammer Bonn/Rhein-Sieg                                     | Bonn                    | kreisfreie Stadt Bonn und Rhein-Sieg-Kreis |
| Industrie- und Handelskammer Braunschweig                                        | Braunschweig            | kreisfreie Städte Braunschweig und Salzgitter sowie die Landkreise Goslar, Helmstedt, Peine und Wolfenbüttel |
| Handelskammer Bremen – IHK für Bremen und Bremerhaven                            | Bremen                  | Gebiet des Bundeslandes Freie Hansestadt Bremen (Städte Bremen und Bremerhaven) |
| Industrie- und Handelskammer Chemnitz                                            | Chemnitz                | kreisfreie Stadt Chemnitz, Landkreise Erzgebirgskreis, Mittelsachsen, Vogtlandkreis und Zwickau |
| Industrie- und Handelskammer zu Coburg                                           | Coburg                  | kreisfreie Stadt und Landkreis Coburg |
| Industrie- und Handelskammer Cottbus                                             | Cottbus                 | kreisfreie Stadt Cottbus, Landkreise Dahme-Spreewald, Elbe-Elster, Oberspreewald-Lausitz und Spree-Neiße |
| Industrie- und Handelskammer Darmstadt Rhein Main Neckar                         | Darmstadt               | kreisfreie Stadt Darmstadt, Landkreise Bergstraße, Darmstadt-Dieburg, Groß-Gerau und Odenwaldkreis |
| Industrie- und Handelskammer Lippe zu Detmold                                    | Detmold                 | Kreis Lippe |
| Industrie- und Handelskammer Lahn-Dill                                           | Dillenburg              | Lahn-Dill-Kreis, Altkreis Biedenkopf, Gemeinden Biebertal und Wettenberg (beide im Landkreis Gießen) |
| Industrie- und Handelskammer zu Dortmund                                         | Dortmund                | kreisfreie Städte Dortmund und Hamm, Kreis Unna |
| Industrie- und Handelskammer Dresden                                             | Dresden                 | kreisfreie Stadt Dresden, Landkreise Bautzen, Görlitz, Meißen und Sächsische Schweiz-Osterzgebirge |
| Niederrheinische Industrie- und Handelskammer Duisburg-Wesel-Kleve zu Duisburg   | Duisburg                | kreisfreie Stadt Duisburg, Kreise Kleve und Wesel |
| Industrie- und Handelskammer zu Düsseldorf                                       | Düsseldorf              | kreisfreie Stadt Düsseldorf und Kreis Mettmann |
| Industrie- und Handelskammer für Ostfriesland und Papenburg                      | Emden                   | kreisfreie Stadt Emden, Landkreise Aurich, Leer und Wittmund und die Stadt Papenburg (Landkreis Emsland) |
| Industrie- und Handelskammer Erfurt                                              | Erfurt                  | kreisfreie Städte Eisenach, Erfurt und Weimar, die Landkreise Eichsfeld, Gotha, Kyffhäuserkreis, Nordhausen, Sömmerda, Unstrut-Hainich-Kreis, Wartburgkreis und Weimarer Land |
| Industrie- und Handelskammer für Essen, Mülheim an der Ruhr, Oberhausen zu Essen | Essen                   | kreisfreie Städte Essen, Mülheim an der Ruhr und Oberhausen |
| Industrie- und Handelskammer zu Flensburg                                        | Flensburg               | kreisfreie Stadt Flensburg, Kreise Dithmarschen, Nordfriesland und Schleswig-Flensburg |
| Industrie- und Handelskammer Frankfurt am Main                                   | Frankfurt am Main       | kreisfreie Stadt Frankfurt am Main, Landkreise Hochtaunuskreis und Main-Taunus-Kreis (ohne die Stadt Hochheim am Main) |
| Industrie- und Handelskammer Ostbrandenburg                                      | Frankfurt (Oder)        | kreisfreie Stadt Frankfurt (Oder), Landkreise Barnim, Märkisch-Oderland, Oder-Spree und Uckermark |
| Industrie- und Handelskammer Südlicher Oberrhein                                 | Freiburg im Breisgau    | Stadtkreis Freiburg im Breisgau, Landkreise Breisgau-Hochschwarzwald, Emmendingen und Ortenaukreis |
| Industrie- und Handelskammer Fulda                                               | Fulda                   | Landkreis Fulda |
| Industrie- und Handelskammer Ostthüringen zu Gera                                | Gera                    | kreisfreie Städte Gera und Jena, Landkreise Altenburger Land, Greiz, Saale-Holzland-Kreis, Saale-Orla-Kreis und Saalfeld-Rudolstadt |
| Industrie- und Handelskammer Gießen-Friedberg                                    | Gießen                  | Landkreise Gießen (ohne die Gemeinden Biebertal und Wettenberg), Vogelsbergkreis und Wetteraukreis |
| Südwestfälische Industrie- und Handelskammer zu Hagen                            | Hagen                   | kreisfreie Stadt Hagen, Ennepe-Ruhr-Kreis (ohne die Städte Hattingen und Witten) und Märkischer Kreis |
| Industrie- und Handelskammer Halle-Dessau                                        | Halle (Saale)           | kreisfreie Städte Dessau-Roßlau und Halle (Saale), Landkreise Anhalt-Bitterfeld, Burgenlandkreis, ehemaliges Gebiet des Landkreises Bernburg, Mansfeld-Südharz, Saalekreis und Wittenberg |
| Handelskammer Hamburg                                                            | Hamburg                 | Hamburg |
| Industrie- und Handelskammer Hanau-Gelnhausen-Schlüchtern                        | Hanau                   | Main-Kinzig-Kreis |
| Industrie- und Handelskammer Hannover                                            | Hannover                | Region Hannover, Landkreise Diepholz, Göttingen, Hameln-Pyrmont, Hildesheim, Holzminden, Nienburg/Weser, Northeim und Schaumburg |
| Industrie- und Handelskammer Ostwürttemberg                                      | Heidenheim an der Brenz | Landkreise Heidenheim und Ostalbkreis |
| Industrie- und Handelskammer Heilbronn-Franken                                   | Heilbronn               | Stadtkreis Heilbronn, Landkreise Heilbronn, Hohenlohekreis, Main-Tauber-Kreis und Schwäbisch Hall |
| Industrie- und Handelskammer Karlsruhe                                           | Karlsruhe               | Stadtkreise Baden-Baden und Karlsruhe, Landkreise Karlsruhe und Rastatt |
| Industrie- und Handelskammer Kassel-Marburg                                      | Kassel                  | kreisfreie Stadt Kassel, Landkreise Hersfeld-Rotenburg, Kassel, Schwalm-Eder-Kreis, Waldeck-Frankenberg, Werra-Meißner-Kreis und Altkreis Marburg |
| Industrie- und Handelskammer zu Kiel                                             | Kiel                    | kreisfreie Städte Kiel und Neumünster, Kreise Pinneberg, Plön, Rendsburg-Eckernförde und Steinburg |
| Industrie- und Handelskammer zu Koblenz                                          | Koblenz                 | kreisfreie Stadt Koblenz, Landkreise Ahrweiler, Altenkirchen (Westerwald), Bad Kreuznach, Birkenfeld, Cochem-Zell, Mayen-Koblenz, Neuwied, Rhein-Hunsrück-Kreis, Rhein-Lahn-Kreis und Westerwaldkreis |
| Industrie- und Handelskammer zu Köln                                             | Köln                    | kreisfreie Städte Köln und Leverkusen, Oberbergischer Kreis, Rhein-Erft-Kreis und Rheinisch-Bergischer Kreis |
| Industrie- und Handelskammer Hochrhein-Bodensee                                  | Konstanz                | Landkreise Konstanz, Lörrach, Waldshut |
| Industrie- und Handelskammer Mittlerer Niederrhein                               | Krefeld                 | kreisfreie Städte Krefeld und Mönchengladbach, Rhein-Kreis Neuss und Kreis Viersen |
| Industrie- und Handelskammer zu Leipzig                                          | Leipzig                 | kreisfreie Stadt Leipzig, Landkreise Leipzig und Nordsachsen |
| Industrie- und Handelskammer Limburg                                             | Limburg an der Lahn     | Landkreis Limburg-Weilburg |
| Industrie- und Handelskammer zu Lübeck                                           | Lübeck                  | kreisfreie Stadt Lübeck, Kreise Herzogtum Lauenburg, Ostholstein, Segeberg und Stormarn |
| Industrie- und Handelskammer für die Pfalz                                       | Ludwigshafen am Rhein   | kreisfreie Städte Frankenthal (Pfalz), Kaiserslautern, Landau in der Pfalz, Ludwigshafen am Rhein, Neustadt an der Weinstraße, Pirmasens, Speyer und Zweibrücken, Landkreise Bad Dürkheim, Donnersbergkreis, Germersheim, Kaiserslautern, Kusel, Rhein-Pfalz-Kreis, Südliche Weinstraße und Südwestpfalz |
| Industrie- und Handelskammer Lüneburg-Wolfsburg                                  | Lüneburg                | kreisfreie Stadt Wolfsburg, Landkreise Celle, Gifhorn, Harburg, Heidekreis, Lüchow-Dannenberg, Lüneburg und Uelzen |
| Industrie- und Handelskammer Magdeburg                                           | Magdeburg               | kreisfreie Stadt Magdeburg, Landkreise Altmarkkreis Salzwedel, Börde, Harz, Jerichower Land, Salzlandkreis außer das Gebiet des ehem. Landkreises Bernburg und Stendal |
| Industrie- und Handelskammer für Rheinhessen                                     | Mainz                   | kreisfreie Städte Mainz und Worms, Landkreise Alzey-Worms und Mainz-Bingen |
| Industrie- und Handelskammer Rhein-Neckar                                        | Mannheim                | Stadtkreise Heidelberg und Mannheim, Neckar-Odenwald-Kreis und Rhein-Neckar-Kreis |
| Industrie- und Handelskammer für München und Oberbayern                          | München                 | Regierungsbezirk Oberbayern |
| Industrie- und Handelskammer Nord Westfalen                                      | Münster                 | kreisfreie Städte Bottrop, Gelsenkirchen und Münster, Kreise Borken, Coesfeld, Recklinghausen, Steinfurt und Warendorf |
| Industrie- und Handelskammer zu Neubrandenburg                                   | Neubrandenburg          | Landkreise Mecklenburgische Seenplatte und Vorpommern-Greifswald |
| Industrie- und Handelskammer Nürnberg für Mittelfranken                          | Nürnberg                | Regierungsbezirk Mittelfranken |
| Industrie- und Handelskammer Offenbach am Main                                   | Offenbach am Main       | kreisfreie Stadt Offenbach am Main und Landkreis Offenbach |
| Oldenburgische Industrie- und Handelskammer                                      | Oldenburg (Oldenburg)   | kreisfreie Städte Delmenhorst, Oldenburg (Oldenburg) und Wilhelmshaven, Landkreise Ammerland, Cloppenburg, Friesland, Oldenburg, Vechta und Wesermarsch |
| Industrie- und Handelskammer Osnabrück-Emsland-Grafschaft Bentheim               | Osnabrück               | kreisfreie Stadt Osnabrück, Landkreise Emsland (ohne die Stadt Papenburg), Grafschaft Bentheim und Osnabrück |
| Industrie- und Handelskammer für Niederbayern in Passau                          | Passau                  | Regierungsbezirk Niederbayern (ohne den Landkreis Kelheim) |
| Industrie- und Handelskammer Nordschwarzwald                                     | Pforzheim               | Stadtkreis Pforzheim, Landkreise Calw, Enzkreis und Freudenstadt |
| Industrie- und Handelskammer Potsdam                                             | Potsdam                 | kreisfreie Städte Brandenburg an der Havel und Potsdam, Landkreise Havelland, Oberhavel, Ostprignitz-Ruppin, Potsdam-Mittelmark, Prignitz und Teltow-Fläming |
| Industrie- und Handelskammer Regensburg für Oberpfalz/Kelheim                    | Regensburg              | Regierungsbezirk Oberpfalz und Landkreis Kelheim |
| Industrie- und Handelskammer Reutlingen                                          | Reutlingen              | Landkreise Reutlingen, Tübingen und Zollernalbkreis |
| Industrie- und Handelskammer zu Rostock                                          | Rostock                 | kreisfreie Stadt Rostock, Landkreise Rostock und Vorpommern-Rügen |
| Industrie- und Handelskammer des Saarlandes                                      | Saarbrücken             | Saarland |
| Industrie- und Handelskammer zu Schwerin                                         | Schwerin                | kreisfreie Stadt Schwerin, Landkreise Ludwigslust-Parchim und Nordwestmecklenburg |
| Industrie- und Handelskammer Siegen                                              | Siegen                  | Kreise Olpe und Siegen-Wittgenstein |
| Industrie- und Handelskammer Stade für den Elbe-Weser-Raum                       | Stade                   | Landkreise Cuxhaven, Osterholz, Rotenburg (Wümme), Stade und Verden |
| Industrie- und Handelskammer Region Stuttgart                                    | Stuttgart               | Stadtkreis Stuttgart, Landkreise Böblingen, Esslingen, Göppingen, Ludwigsburg und Rems-Murr-Kreis |
| Industrie- und Handelskammer Südthüringen                                        | Suhl                    | kreisfreie Stadt Suhl, Landkreise Hildburghausen, Ilm-Kreis, Schmalkalden-Meiningen und Sonneberg |
| Industrie- und Handelskammer Trier                                               | Trier                   | kreisfreie Stadt Trier, Landkreise Bernkastel-Wittlich, Eifelkreis Bitburg-Prüm, Trier-Saarburg und Vulkaneifel |
| Industrie- und Handelskammer Ulm                                                 | Ulm                     | Stadtkreis Ulm, Alb-Donau-Kreis und Landkreis Biberach |
| Industrie- und Handelskammer Schwarzwald-Baar-Heuberg                            | Villingen-Schwenningen  | Landkreise Rottweil, Schwarzwald-Baar-Kreis und Tuttlingen |
| Industrie- und Handelskammer Bodensee-Oberschwaben                               | Weingarten              | Landkreise Bodenseekreis, Ravensburg und Sigmaringen |
| Industrie- und Handelskammer Wiesbaden                                           | Wiesbaden               | Stadt Wiesbaden, Rheingau-Taunus-Kreis und die Stadt Hochheim am Main (Main-Taunus-Kreis) |
| Bergische Industrie- und Handelskammer Wuppertal-Solingen-Remscheid              | Wuppertal               | kreisfreie Städte Remscheid, Solingen und Wuppertal |
| Industrie- und Handelskammer Würzburg-Schweinfurt                                | Würzburg                | Regierungsbezirk Unterfranken ohne Stadt und Landkreis Aschaffenburg und Landkreis Miltenberg |

## Ehemalige Industrie- und Handelskammern in Deutschland
| Name                                                             | (Haupt-)Sitz             | Auflösungsjahr | Aufgegangen in                                                              |
| ---------------------------------------------------------------- | ------------------------ | -------------- | --------------------------------------------------------------------------- |
| Industrie- und Handelskammer Allenstein                          | Allenstein               | 1932           | Industrie- und Handelskammer Ost- und Westpreußen                           |
| Industrie- und Handelskammer Altena                              | Altena                   | 1930           | Südwestfälische Industrie- und Handelskammer zu Hagen                       |
| Handelskammer Aurich                                             | Aurich                   | 1870           | Handelskammer für Ostfriesland und Papenburg                                |
| Badische Industrie- und Handelskammer                            | Karlsruhe                | 1935           | IHK Karlsruhe, Mannheim, Pforzheim und Freiburg                             |
| Industrie- und Handelskammer Brandenburg an der Havel            | Brandenburg an der Havel | 1933           | Industrie- und Handelskammer zu Berlin                                      |
| Industrie- und Handelskammer Bielefeld                           | Bielefeld                | 1932           | Industrie- und Handelskammer Ostwestfalen                                   |
| Industrie- und Handelskammer Bingen                              | Bingen                   | 1946           | Industrie- und Handelskammer für Rheinhessen                                |
| Handelskammer Bremen                                             | Bremen                   | 2015           | Handelskammer Bremen – IHK für Bremen und Bremerhaven                       |
| Industrie- und Handelskammer Bremerhaven                         | Bremerhaven              | 2015           | Handelskammer Bremen – IHK für Bremen und Bremerhaven                       |
| Industrie- und Handelskammer Calw                                | Calw                     | 1934           | Industrie- und Handelskammer Rottweil                                       |
| Handelskammer Danzig                                             | Danzig                   | 1942           | Gauwirtschaftskammer Danzig-Westpreußen                                     |
| Industrie- und Handelskammer der DDR                             | Ost-Berlin               | 1990           | ./.                                                                         |
| Industrie- und Handelskammer Dillenburg                          | Dillenburg               | 1931           | Industrie- und Handelskammer Siegen-Olpe-Dillenburg                         |
| Industrie- und Handelskammer Dillenburg                          | Dillenburg               | 2008           | Industrie- und Handelskammer Lahn-Dill                                      |
| Industrie- und Handelskammer Eger                                | Eger                     | 1942           | Gauwirtschaftskammer Sudetenland                                            |
| Industrie- und Handelskammer Elbing                              | Elbing                   | 1932           | Industrie- und Handelskammer Ost- und Westpreußen                           |
| Industrie- und Handelskammer Eupen-Malmedy-St.Vith               | Eupen                    | 1937           | Industrie- und Handelskammer Aachen                                         |
| Industrie- und Handelskammer Freiburg                            | Freiburg im Breisgau     | 1986           | Industrie- und Handelskammer Südlicher Oberrhein                            |
| Industrie- und Handelskammer Friedberg                           | Friedberg (Hessen)       | 1999           | Industrie- und Handelskammer Gießen-Friedberg                               |
| Handelskammer für das Fürstentum Reuß älterer Linie              | Greiz                    | 1923           | Industrie- und Handelskammer Ostthüringen zu Gera                           |
| Industrie- und Handelskammer Göttingen                           | Göttingen                | 1929           | Industrie- und Handelskammer für Südhannover                                |
| Industrie- und Handelskammer Goslar                              | Goslar                   | 1929           | Industrie- und Handelskammer für Südhannover                                |
| Industrie- und Handelskammer Heidelberg                          | Heidelberg               | 1973           | Industrie- und Handelskammer Rhein-Neckar                                   |
| Industrie- und Handelskammer Hildesheim                          | Hildesheim               | 1929           | Industrie- und Handelskammer für Südhannover                                |
| Industrie- und Handelskammer für Südhannover, ab 1965 Hildesheim | Goslar                   | 1973           | Industrie- und Handelskammer Hannover                                       |
| Industrie- und Handelskammer Iserlohn                            | Iserlohn                 | 1930           | Südwestfälische Industrie- und Handelskammer zu Hagen                       |
| Industrie- und Handelskammer Insterburg                          | Insterburg               | 1932           | Industrie- und Handelskammer Ost- und Westpreußen                           |
| Industrie- und Handelskammer Kassel                              | Kassel                   | 1932           | Industrie- und Handelskammer Kassel-Mühlhausen                              |
| Industrie- und Handelskammer Königsberg                          | Königsberg               | 1932           | Industrie- und Handelskammer Ost- und Westpreußen                           |
| Industrie- und Handelskammer Krefeld                             | Krefeld                  | 1977           | Industrie- und Handelskammer Mittlerer Niederrhein                          |
| Industrie- und Handelskammer Lahr                                | Lahr/Schwarzwald         | 1986           | Industrie- und Handelskammer Südlicher Oberrhein                            |
| Industrie- und Handelskammer Lindau-Bodensee                     | Lindau (Bodensee)        | 2004           | Industrie- und Handelskammer Schwaben                                       |
| Industrie- und Handelskammer Lüdenscheid                         | Lüdenscheid              | 1930           | Südwestfälische Industrie- und Handelskammer zu Hagen                       |
| Industrie- und Handelskammer Luxemburg                           | Luxemburg                | 1942           | Gauwirtschaftskammer Moselland                                              |
| Industrie- und Handelskammer Mannheim                            | Mannheim                 | 1973           | Industrie- und Handelskammer Rhein-Neckar                                   |
| Industrie- und Handelskammer Memel                               | Memel                    | 1945           | ./.                                                                         |
| Industrie- und Handelskammer Minden                              | Minden                   | 1932           | Industrie- und Handelskammer Ostwestfalen                                   |
| Industrie- und Handelskammer Mönchengladbach                     | Mönchengladbach          | 1977           | Industrie- und Handelskammer Mittlerer Niederrhein                          |
| Industrie- und Handelskammer Mühlhausen                          | Mühlhausen               | 1932           | Industrie- und Handelskammer Kassel-Mühlhausen                              |
| Industrie- und Handelskammer Neuss                               | Neuss                    | 1977           | Industrie- und Handelskammer Mittlerer Niederrhein                          |
| Handelskammer Norden                                             | Norden (Ostfriesland)    | 1870           | Handelskammer für Ostfriesland und Papenburg                                |
| Industrie- und Handelskammer Nordhausen                          | Nordhausen               | 1953           | Industrie- und Handelskammer der DDR                                        |
| Industrie- und Handelskammer Olpe                                | Olpe                     | 1930           | Industrie- und Handelskammer Siegen-Olpe-Dillenburg                         |
| Industrie- und Handelskammer Ost- und Westpreußen                | Königsberg               | 1942           | Gauwirtschaftskammer Ostpreußen                                             |
| Handelskammer Papenburg                                          | Papenburg                | 1870           | Handelskammer für Ostfriesland und Papenburg                                |
| Industrie- und Handelskammer Plauen                              | Plauen                   | 1953/1990      | Industrie- und Handelskammer der DDR, Industrie- und Handelskammer Chemnitz |
| Industrie- und Handelskammer Reichenberg                         | Reichenberg              | 1942           | Gauwirtschaftskammer Sudetenland                                            |
| Industrie- und Handelskammer Remscheid                           | Remscheid                | 1977           | Industrie- und Handelskammer Wuppertal-Solingen-Remscheid                   |
| Industrie- und Handelskammer Rottweil                            | Rottweil                 | 1973           | Industrie- und Handelskammer Schwarzwald-Baar-Heuberg                       |
| Handelskammer Ruhrort                                            | Ruhrort                  | 1906           | Handelskammer Duisburg                                                      |
| Industrie- und Handelskammer Solingen                            | Solingen                 | 1977           | Industrie- und Handelskammer Wuppertal-Solingen-Remscheid                   |
| Handelskammer Sorau                                              | Sorau                    | 1924           | Industrie- und Handelskammer Cottbus                                        |
| Industrie- und Handelskammer Stolberg                            | Stolberg                 | 1931           | Industrie- und Handelskammer Aachen                                         |
| Industrie- und Handelskammer Tilsit                              | Tilsit                   | 1932           | Industrie- und Handelskammer Ost- und Westpreußen                           |
| Industrie- und Handelskammer Troppau                             | Troppau                  | 1942           | Gauwirtschaftskammer Sudetenland                                            |
| Handelskammer Wesel                                              | Wesel                    | 1919           | Handelskammer Duisburg-Wesel                                                |
| Industrie- und Handelskammer Wetzlar                             | Wetzlar                  | 2008           | Industrie- und Handelskammer Lahn-Dill                                      |
| Industrie- und Handelskammer Worms                               | Worms                    | 1946           | Industrie- und Handelskammer für Rheinhessen                                |
| Industrie- und Handelskammer Wuppertal                           | Wuppertal                | 1977           | Industrie- und Handelskammer Wuppertal-Solingen-Remscheid                   |